# Pierre Verlet
Pierre Verlet (1908 - 1987) foi um escritor do mobiliário francês, ex-aluno da Ècole Nationale des Chartes, Sorbonne e da École du Louvre, membro da Comité des travaux historiques et scientifiques na seção de d'archéologie et d'histoire de l'art e Conservador-chefe do Departement des Objets d'Art do Louvre de 1945 à 1965 e de 1968 a 1972. Pierre Verlet foi considerado um expert sobre arte decorativa francesa do período pré-revolucionário. Segundo o The Daily Telegraph, Verlet é reconhecidamente uma autoridade em móveis franceses e artes decorativas. Verlet também foi diretor do Museu de Cluny.

## Carreira
Verlet examinou as ferramentas e técnicas utilizadas na fabricação de móveis durante esse período, definiu quais foram os vários tipos de móveis desenvolvidos, estudou a organização da indústria de móveis, o trabalho das corporações e as relações entre fabricantes, distribuidores e clientes, listas dos fabricantes e reproduziu as suas marcas, tendo analisado o mercado, o restauro, forjamento, o crescimento das coleções públicas.
A partir de 1936, Verlet realizou uma pesquisa completa para identificação dos móveis que estavam faltando em Versalhes para localizá-los posteriormente. Nessa época, o curador Gérald Van der Kemp mantinha uma rivalidade "pessoal e profissional" com Verlet.
Na década de 1960, Verlet conseguiu que parte do mobiliário Real regressasse a Versalhes desde os museus, ministérios e residências de embaixadores onde se encontravam dispersos. Ele concebeu o arrojado esquema de remobiliar Versalhes. O mobiliário dos Appartements Reais que os turistas podem ver atualmente devem-se ao sucesso da iniciativa de Verlet, nos quais foram voltados a tecer os têxteis que adornam as camas de estado.
Segundo Jean-Pierre Babelon, conhecer o trabalho de Verlet é essencial para compreender o processo de produção artística do século XVII ao século XVIII.
Em 1964, ganhou o Prêmio Broquette-Gonin, na categoria Literatura, o prêmio foi concedido pela Academia Francesa por sua obra denominada "Versailles". Verlet recebeu 1000 francos franceses em prêmio. A premiação era anual e destinada a premiar o autor de uma obra filosófica, política ou literária, considerada suscetível de "inspirar o amor à verdade, à beleza e ao bem".
Verlet teve alunos, aos quais se destacam Bertrand Jestaz, Daniel Alcouffe, Daniel Meyer e Geoffrey de Bellaigue. Bellaigue escreveu um obituário para Verlet, ao qual foi publicado na The Burlington Magazine, ao qual disse: "A morte de Pierre Verlet, aos 79 anos de idade em dezembro marca o fim de uma época. Ele revolucionou e dominou o estudo das artes decorativas francesas do Antigo Regime que é difícil conceber como era quando ele primeiro embarcou em sua carreira há cinquenta anos atrás".
Embora seja seja enfatizado o trabalho de Verlet no século XVIII, ele também voltou suas atenções para a Idade Média e o Renascimento, contribuindo com artigos, realizando exposições e promovendo publicações sobre assuntos tão diversos como marfim medieval, esmalte e prata, maiólica italiana do Renascimento, jóias, entre outros assuntos. Nas palavras de Bellaigue, "Seu ecletismo foi surpreendente".
Rosalind Savill descreve Verlet como renomado estudioso de móveis francês, que transformou a compreensão da história, das técnicas e da análise documental de obras dos grandes marceneiros parisienses do século XVIII.

## Vida pessoal
Verlet se casou com Nicole Réaubourg, que se tornou Nicole Verlet-Réaubourg, Nicole era historiadora francesa, ela escreveu um livro intitulado "Les orfèvres du ressort de la Monnaie de Bourges", em 1977, ao qual lhe dedicou um agradecimento, o marido, por sua vez, escreveu o prefácio do livro.
Em 24 de maio de 1931, nasceu seu filho, Loup Verlet, que foi físico e um dos pais fundadores da mecânica estatística computacional, criador do Método de Verlet. Em 30 de dezembro de 1938, nasceu sua filha Colombe Samoyault-Verlet, que se tornou escritora e curadora de arte. Verlet também foi pai de Blandine Verlet, que nasceu em 27 de fevereiro de 1942 e se destacou como cravista. Por fim, sua última filha, Agnès Verlet, nasceu em 1947, se notabilizou por ser psicanalista e escritora.

## Seleção de publicações
- Verlet, Pierre. Le Style Louis XV, Larousse, 1942.
- Verlet, Pierre. Le Mobilier royal français, 1945-1990 (quatro tomos).
  - Tomo 1 : Meubles de la Couronne conservés en France, Éditions d'art et d'histoire, 1945 (2ª edição, Picard, 1990)
  - Tomo 2 : Meubles de la Couronne conservés en France, Éditions d'art et d'histoire, Plon, 1955 (2ª edição, Picard, 1992)
  - Tomo 3 : Meubles de la Couronne conservés en Angleterre et aux États-Unis, 1963 (2ª edição, Picard, 1994)
  - Tomo 4 : Meubles de la couronne conservés en Europe et aux États-Unis, Picard, 1990 (2ª edição, Picard, 1999)
- Verlet, Pierre. Musée du Louvre. La Galerie d'Apollon et ses trésors. Guide sommaire, Éditions des Musées nationaux, s.d. 1945
- Verlet, Pierre. Musée de Cluny. Guide sommaire, Éditions des Musées nationaux, 1949 (com Francis Salet).
- Verlet, Pierre. Au Louvre la nuit, 1952.
- Verlet, Pierre. Sèvres, Gérard Le Prat, 1954 (com Serge Grandjean e Marcelle Brunet) (2 tomos)
  - Tomo 1 : Le XVIIIe siècle. Les XIXe & XXe siècles (Pierre Verlet e Serge Grandjean)
  - Tomo 2 : Les marques de Sèvres (Marcelle Brunet).
- Verlet, Pierre. Möbel von J. H. Riesener, F. Schneekluth, 1955.
- Verlet, Pierre. Les Meubles français du XVIIIe siècle, Presses universitaires de France, 1956 (2ª edição reformulada em um tomo, 1982)
  - Tomo 1 : Menuiserie
  - Tomo 2 : Ébénisterie
- Verlet, Pierre. Musée Napoléon Ier : Musée national du château de Fontainebleau, 1955.
- Verlet, Pierre.The Frick collection. An illustrated catalogue of the works of arts in the collection of Henry Clay Frick. T.XI : Renaissance furniture, Oriental carpets, English silver, The Frick art reference library, 1956
- Pierre Verlet, "Le commerce des objets d'arts et les marchands merciers à Paris au XVIIIe siècle", Annales. Économies, Sociétés, Civilisations, 1958, vol. 13, p. 10-29
- Verlet, Pierre. L'Art du meuble à Paris au XVIIIe siècle, Presses universitaires de France, 1958 (coleção Que sais-je ?) (2ª edição atualizada, 1968).
- Verlet, Pierre. Le Siège Louis XV, Tiranty, 1958 (em colaboração com Pierre Devinoy).
- Verlet, Pierre. Le Siège Louis XVI, Tiranty, 1958 (em colaboração com Pierre Devinoy).
- Verlet, Pierre. La Dame à la licorne, Braun, 1960 (com Francis Salet).
- Verlet, Pierre. Versailles, Paris, Fayard, 1960 (nova edição revista, sob o título Le château de Versailles em 1985).
- Verlet, Pierre. Le commerce des objets d'art et les marchands merciers à Paris au XVIIIe siècle.*Verlet, Pierre (1961). Versailles. Paris: Librairie Arthème Fayard
- Verlet, Pierre. Les ébénistes Du XVIIIe siècle français, Hachette, 1963  (com Claude Fregnac e Jean Meuvret).
- Verlet, Pierre. Le Musée national Adrien-Dubouché à Limoges, Éditions des Musées nationaux, 1965, (em colaboração com J. Giacometti).
- Verlet, Pierre. Le Musée de Cluny, 1966.
- Verlet, Pierre. French Furniture and Interior Decoration of the 18th Century, 1967.
- Verlet, Pierre. Objets d’art français de la Collection Calouste Gulbenkian, Lisboa, 1969.
- Verlet, Pierre. La Mesure du temps, Draeger, 1970 (comentários técnicos de Pierre Mesnage).
- Verlet, Pierre. Styles, meubles, décors, du Moyen Age à nos jours (2 Tomos), Larousse, 1972.
  - Tomo 1 : Du Moyen Âge au Louis XVI
  - Tomo 2 : Du Louis XVI à nos jours
- Verlet, Pierre.La Tapisserie. Histoire et technique du XIVe au XXe siècle, Hachette, 1977 (em colaboração).
- Verlet, Pierre. Les meubles français du XVIIIe siècle. Paris, 2e édition, 1982.
- Verlet, Pierre.Les Meubles français du XVIIIe siècle, Presses universitaires de France, 1983.
- Verlet, Pierre. Musée national du château de Fontainebleau : les grands appartements : 2. Appartements des Souverains, 1984.
- Verlet, Pierre (1985). Le château de Versailles. Paris: Librairie Arthème Fayard
- Verlet, Pierre.Les Bronzes dorés français du XVIIIe siècle, Picard, 1987.